# بيت دغيش (أرحب)

تعديل مصدري - تعديل

بيت دغيش هي إحدى قرى عزلة بني سليمان بمديرية أرحب التابعة لمحافظة صنعاء، بلغ تعداد سكانها 171 نسمة حسب تعداد اليمن لعام 2004.